# О'Кін (Арканзас)
О'Кін (англ. O'Kean) — місто (англ. town) в США, в окрузі Рендолф штату Арканзас. Населення — 192 особи (2020).

## Географія
О'Кін розташований за координатами 36°10′18″ пн. ш. 90°49′6″ зх. д. / 36.17167° пн. ш. 90.81833° зх. д. (36.171687, -90.818286).  За даними Бюро перепису населення США в 2010 році місто мало площу 2,59 км², уся площа — суходіл.

## Демографія
Згідно з переписом 2010 року, у місті мешкали 194 особи в 80 домогосподарствах у складі 59 родин. Густота населення становила 75 осіб/км².  Було 95 помешкань (37/км²). 
Расовий склад населення:
| - 94,3 % — білих - 2,6 % — корінних американців - 0,5 % — чорних або афроамериканців |

До двох чи більше рас належало 2,6 %. Іспаномовні складали 0,0 % від усіх жителів.
За віковим діапазоном населення розподілялося таким чином: 23,2 % — особи молодші 18 років, 59,8 % — особи у віці 18—64 років, 17,0 % — особи у віці 65 років та старші. Медіана віку мешканця становила 47,3 року. На 100 осіб жіночої статі у місті припадало 96,0 чоловіків;  на 100 жінок у віці від 18 років та старших — 96,1 чоловіків також старших 18 років.
Середній дохід на одне домашнє господарство  становив 25 330 доларів США (медіана — 23 056), а середній дохід на одну сім'ю — 26 626 доларів (медіана — 23 750). За межею бідності перебувало 34,5 % осіб, у тому числі 52,2 % дітей у віці до 18 років та 5,3 % осіб у віці 65 років та старших.
Цивільне працевлаштоване населення становило 57 осіб. Основні галузі зайнятості: сільське господарство, лісництво, риболовля — 33,3 %, освіта, охорона здоров'я та соціальна допомога — 14,0 %, роздрібна торгівля — 10,5 %, виробництво — 8,8 %.